# 48-й отдельный танковый батальон
48-й отдельный танковый батальон — воинская часть РККА ВС СССР в Великой Отечественной войне

## История
Батальон сформирован в составе Ленинградского фронта в районе Агалатово в конце июля 1941 года по штату № 010/85 (130 человек и 29 танков, которые должны быть сведены сведённых в роту средних и две роты лёгких танков и три отдельных взвода). Однако к формированию в батальоне имелось только 10 танков Т-34, сведённые в 1-ю роту, 2-я рота техникой не располагала.
В действующей армии с 9 августа 1941 года по 9 июня 1944 года.
На начало сентября 1941 года батальон находился в тылу 22-го укреплённого района. К 20 сентября 1941 года, получив часть танков из 106-го отдельного танкового батальона, изготовился для удара по Белоострову, имея в наличии 2 танка КВ, 5 Т-34 и 15 Т-26. В этот день наносит удар совместно с воинами 5-го пограничного отряда и 43-й стрелковой дивизии и отвоёвывает Белоостров. В октябре 1941 года батальон участвует в наступлении на район Лемболово, выбив оттуда финские войска. В начале ноября 1941 года батальон вновь получает танки из 106-го отдельного танкового батальона (12 Т-26 и 6 БТ-7), которые были закопаны по линии укреплённого района. В начале декабря 1941 года 10 БТ-7 из состава батальона убыли в район Невской Дубровки, сосредоточились в Большой Роще а в январе 1942 года туда перебазировался весь батальон. Батальон находился на правом берегу Невы вплоть до операции Искра.
В июне 1942 года вошёл в состав 152-й танковой бригады. 17 сентября 1942 года из личного состава батальона был сформирован 301-й отдельный танковый батальон.
О дальнейшем боевом пути: 152-я танковая бригада
9 июня 1944 года, после переформирования бригады по штату № 010/500-010/506, переименован во 2-й танковый батальон 152-й танковой бригады

## Полное название
48-й отдельный танковый батальон

## Подчинение
| Дата            | Фронт (округ)       | Армия                      | Корпус | Бригада                | Примечания |
| --------------- | ------------------- | -------------------------- | ------ | ---------------------- | ---------- |
| 01.09.1941 года | Ленинградский фронт | -                          | -      | -                      | -          |
| 01.10.1941 года | Ленинградский фронт | 23-я армия                 | -      | -                      | -          |
| 01.11.1941 года | Ленинградский фронт | 23-я армия                 | -      | -                      | -          |
| 01.12.1941 года | Ленинградский фронт | 23-я армия                 | -      | -                      | -          |
| 01.01.1942 года | Ленинградский фронт | 23-я армия                 | -      | -                      | -          |
| 01.02.1942 года | Ленинградский фронт | Невская оперативная группа | -      | -                      | -          |
| 01.03.1942 года | Ленинградский фронт | Невская оперативная группа | -      | -                      | -          |
| 01.04.1942 года | Ленинградский фронт | Невская оперативная группа | -      | -                      | -          |
| 01.05.1942 года | Ленинградский фронт | Невская оперативная группа | -      | -                      | -          |
| 01.06.1942 года | Ленинградский фронт | Невская оперативная группа | -      | -                      | -          |
| 01.07.1942 года | Ленинградский фронт | 23-я армия                 | -      | 152-я танковая бригада | -          |
| 01.08.1942 года | Ленинградский фронт | 23-я армия                 | -      | 152-я танковая бригада | -          |
| 01.09.1942 года | Ленинградский фронт | 23-я армия                 | -      | 152-я танковая бригада | -          |
| 01.10.1942 года | Ленинградский фронт | 23-я армия                 | -      | 152-я танковая бригада | -          |
| 01.11.1942 года | Ленинградский фронт | 23-я армия                 | -      | 152-я танковая бригада | -          |
| 01.12.1942 года | Ленинградский фронт | 23-я армия                 | -      | 152-я танковая бригада | -          |
| 01.01.1943 года | Ленинградский фронт | 23-я армия                 | -      | 152-я танковая бригада | -          |
| 01.02.1943 года | Ленинградский фронт | 67-я армия                 | -      | 152-я танковая бригада | -          |
| 01.03.1943 года | Ленинградский фронт | 67-я армия                 | -      | 152-я танковая бригада | -          |
| 01.04.1943 года | Ленинградский фронт | 55-я армия                 | -      | 152-я танковая бригада | -          |
| 01.05.1943 года | Ленинградский фронт | 67-я армия                 | -      | 152-я танковая бригада | -          |
| 01.06.1943 года | Ленинградский фронт | 55-я армия                 | -      | 152-я танковая бригада | -          |
| 01.07.1943 года | Ленинградский фронт | 55-я армия                 | -      | 152-я танковая бригада | -          |
| 01.08.1943 года | Ленинградский фронт | 55-я армия                 | -      | 152-я танковая бригада | -          |
| 01.09.1943 года | Ленинградский фронт | 55-я армия                 | -      | 152-я танковая бригада | -          |
| 01.10.1943 года | Ленинградский фронт | 55-я армия                 | -      | 152-я танковая бригада | -          |
| 01.11.1943 года | Ленинградский фронт | 2-я ударная армия          | -      | 152-я танковая бригада | -          |
| 01.12.1943 года | Ленинградский фронт | -                          | -      | 152-я танковая бригада | -          |
| 01.01.1944 года | Ленинградский фронт | 2-я ударная армия          | -      | 152-я танковая бригада | -          |
| 01.02.1944 года | Ленинградский фронт | -                          | -      | 152-я танковая бригада | -          |
| 01.03.1944 года | Ленинградский фронт | -                          | -      | 152-я танковая бригада | -          |
| 01.04.1944 года | Ленинградский фронт | -                          | -      | 152-я танковая бригада | -          |
| 01.05.1944 года | Ленинградский фронт | 23-я армия                 | -      | 152-я танковая бригада | -          |
| 01.06.1944 года | Ленинградский фронт | 23-я армия                 | -      | 152-я танковая бригада | -          |

## Командиры
- майор Тимофеев, Иван Филимонович
- майор С. Ф. Семеркин
- майор Горбань, Василий Моисеевич
- капитан Пельтихин, Сергей Степанович